# Snabb karriär garanteras
Snabb karriär garanteras är en amerikansk film från 1942 i regi av Walter Lang.

## Handling
Dwight Dawson leder en skola med en "kurs för framgång" som inte går så värst bra. Han utlyser en tävling där han efterlyser USA:s störste och lataste förlorare till sin kurs. Vinnaren Tad Page som trivs utmärkt med sitt liv börjar dock istället lära ut sin filosofi till kursens deltagare.

## Rollista
- Henry Fonda - Tad Page
- Lynn Bari - Claire Harris
- Don Ameche - Dwight Dawson
- Edward Everett Horton - Horace Hunter
- George Barbier - James Roger Barker
- Frank Orth - budbärare
- Roseanne Murray - Dawsons sekreterare
- Marietta Canty - Jenny
- Hobart Cavanaugh - Albert Gowdy
- Hal K. Dawson - Charlie
- Josephine Whittell - Mrs. Hunter
- Arthur Loft - Mr. Morton
- Paul Stanton - Peters
- Claire Du Brey - Peters sekreterare
- William B. Davidson - Mr. Reindel
- Pierre Watkin - Bill Carson